# Joseph Ducreux
Joseph Ducreux (Nancy, 26 giugno 1735 – Parigi, 24 luglio 1802) è stato un pittore francese.
È particolarmente famoso per i suoi autoritratti, i quali esibiscono spesso smorfie o espressioni atipiche rispetto alle mode dell'epoca.

## Biografia
Nacque a Nancy, in Lorena, nel 1735, quando la regione non era ancora parte del Regno di Francia. Si crede che abbia iniziato la propria carriera di pittore seguendo le orme paterne. Raggiunse Parigi nel 1760, dove divenne unico apprendista del pastellista Maurice Quentin de La Tour, artista specializzato in ritratti. Ad influenza la tecnica della pittura ad olio di Ducreux fu Jean-Baptiste Greuze.

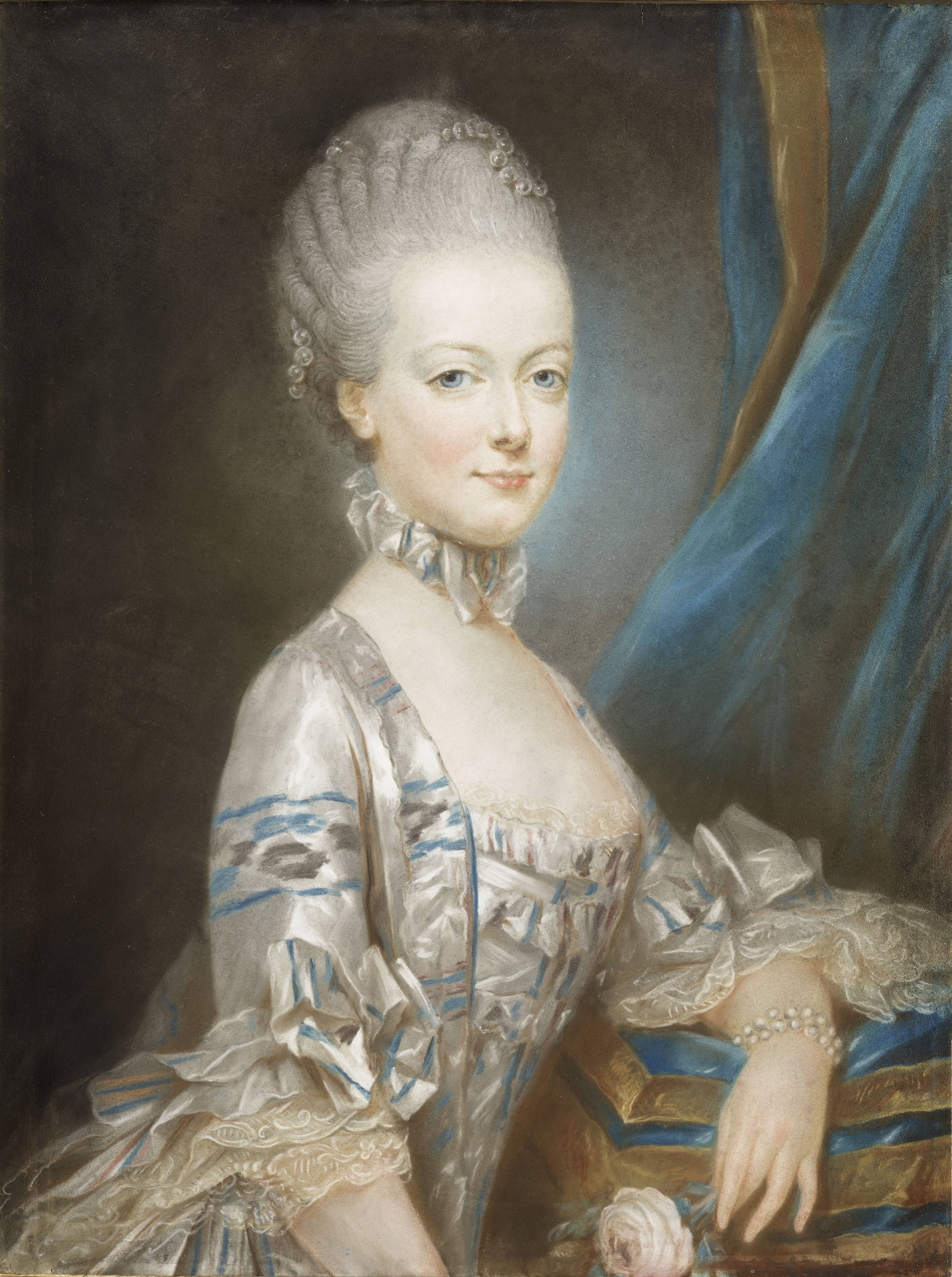
Maria Antoinetta

Nel 1769 fu incaricato di viaggiare sino alla corte austriaca di Vienna e fu commissionato a lui un ritratto della giovane Maria Antonietta, prima che questa partisse in direzione della Francia per sposare il futuro re Luigi XVI l'anno successivo. Fu nominato barone e divenne anche premier peintre de la reine (Primo Pittore della Regina) per la qualità dei servizi resi. Questo costituì un fatto di relativa importanza: gli era stato riservato un appuntamento con Maria Antonietta nonostante egli non fosse un pittore dell'Accademia Reale di Pittura e Scultura, istituzione fondata nel 1648 e i cui membri erano solitamente riservati onori simili.
Viaggiò alcune volte a Londra nel corso della sua vita, come fece appena iniziata la Rivoluzione francese. Fu lì che eseguì l'ultimo ritratto del Re di Francia prima della sua esecuzione. Quando ritornò in Francia nel 1793, fece di Jacques-Louis David un suo associato. Quest'ultimo lo aiutò a proseguire la sua carriera di artista negli ultimi anni della sua vita. Riuscì a trasformare la sua residenza in un salone informale per artisti e musicisti, i quali commissionavano a lui i loro ritratti. Uno di questi musicisti era Étienne Méhul e si specula che il personaggi principale della sua opera fosse ispirato proprio a Ducreux.
Ducreux ebbe molti figli. Il maggiore si chiamava Jules. Divenne prima un artista come il padre e poi si fece soldato, partecipando come capitano e morendo alla battaglia di Jemappes. Gli altri suoi figli maschi morirono relativamente giovani. La sua figlia maggiore, Rose-Adélaïde Ducreux, e la nipote avuta da quest'ultima, Antoinette-Clémence, divennero entrambe artiste.

## Opere
Ducreux si specializzò nella ritrattistica. Completò le sue prime opere a pastello, incluse quelle del suo conoscente Pierre-Jean Mariette, del conte di Caylus e di Ange-Laurent de la Live de July. Prima del 1760 catalogava e firmava le proprie opere, ma poi questa abitudine andò scemando negli anni a venire, tanto che molte delle sue opere vennero attribuite ad altri artisti.
Altri suoi ritratti, oltre a quelli dei sovrani di Francia, furono quelli di Pierre Choderlos de Laclos e di Maria Teresa d'Austria. Alcuni suoi autoritratti degli anni Ottanta e Novanta del Settecento sono tutt'ora famosi per le espressioni bizzarre assunte dall'artista, in completa rottura con i rigorosi canoni che avevano regolato l'arte della ritrattistica fino a quel momento. Il suo interesse nella fisiognomica fu di fondamentale importanza per questa innovazione.
In particolare, uno dei suoi autoritratti, Autoritratto dell'artista con espressione beffarda, è diventato virale su Internet, divenendo un meme tra gli anni 2000 e 2010.

## Galleria d'immagini

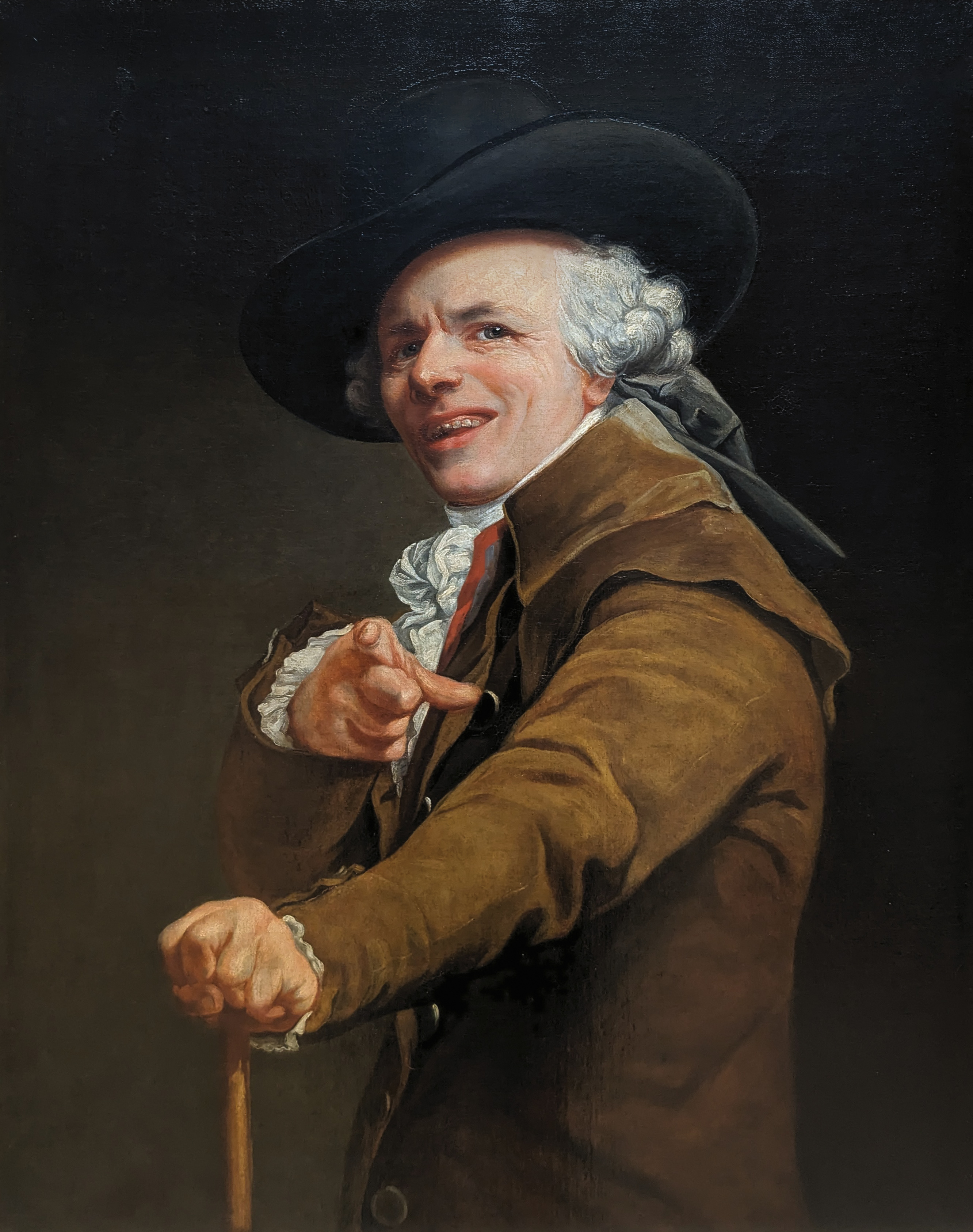
Autoritratto dell'artista con espressione beffarda
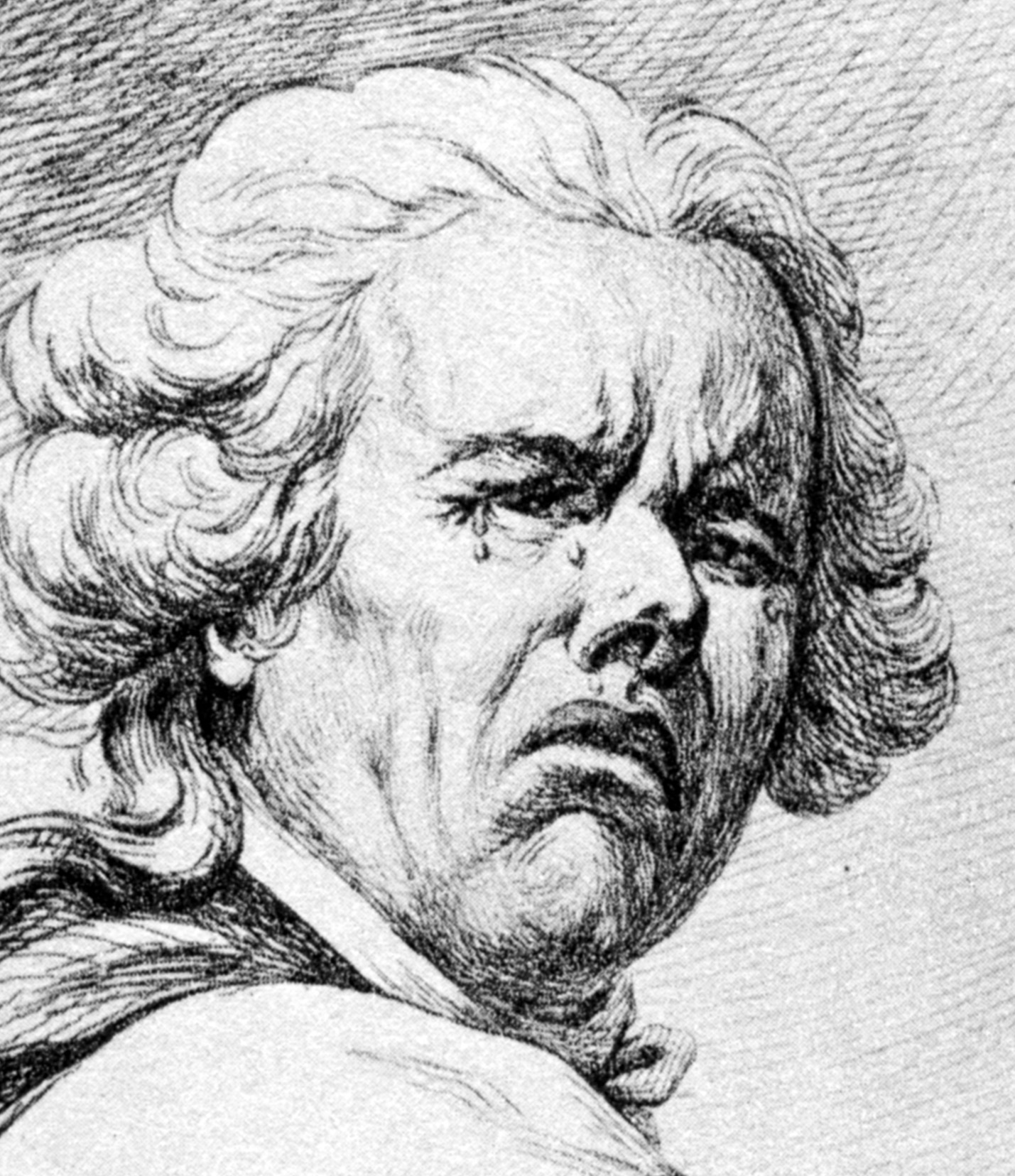
Autoritratto dell'artista desolato
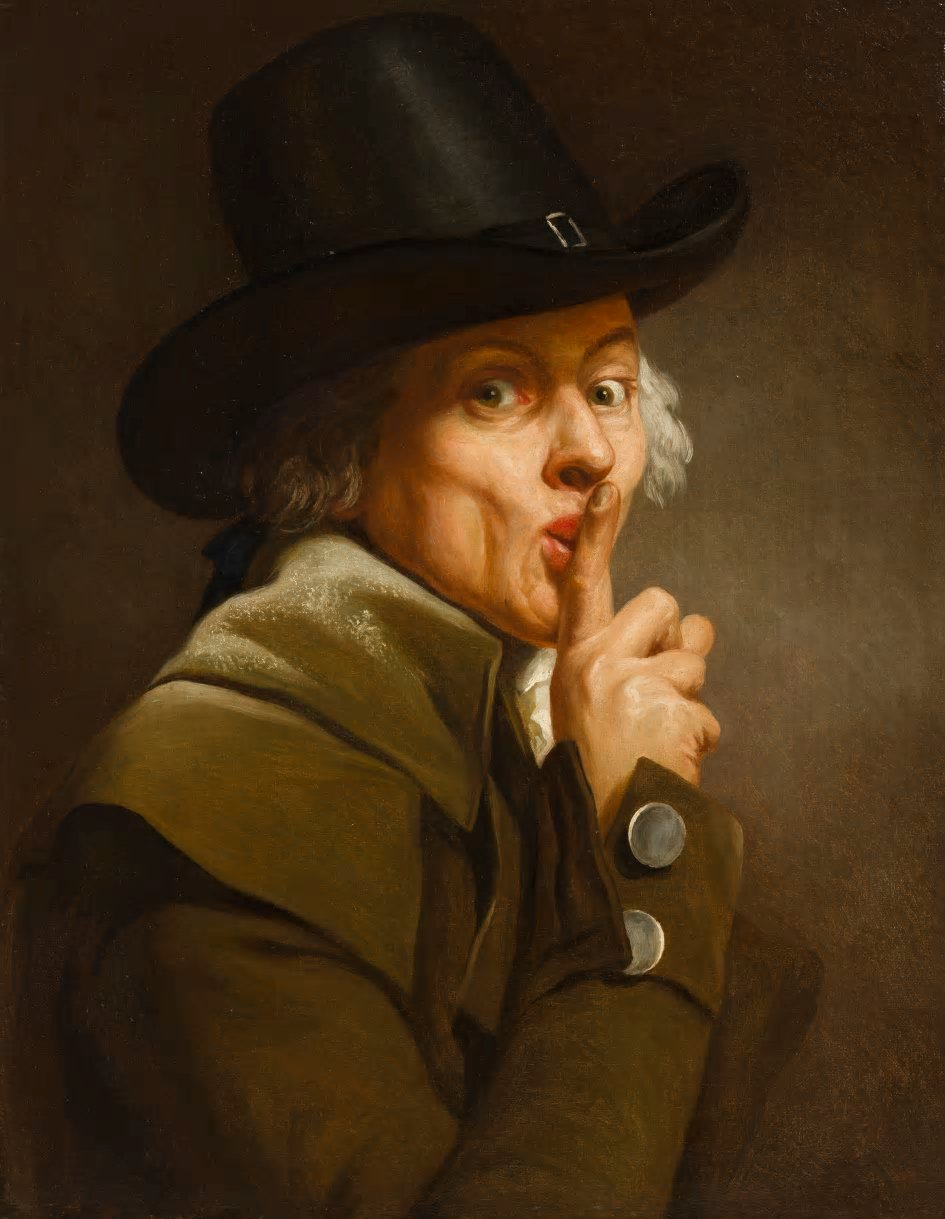
Il Silenzio
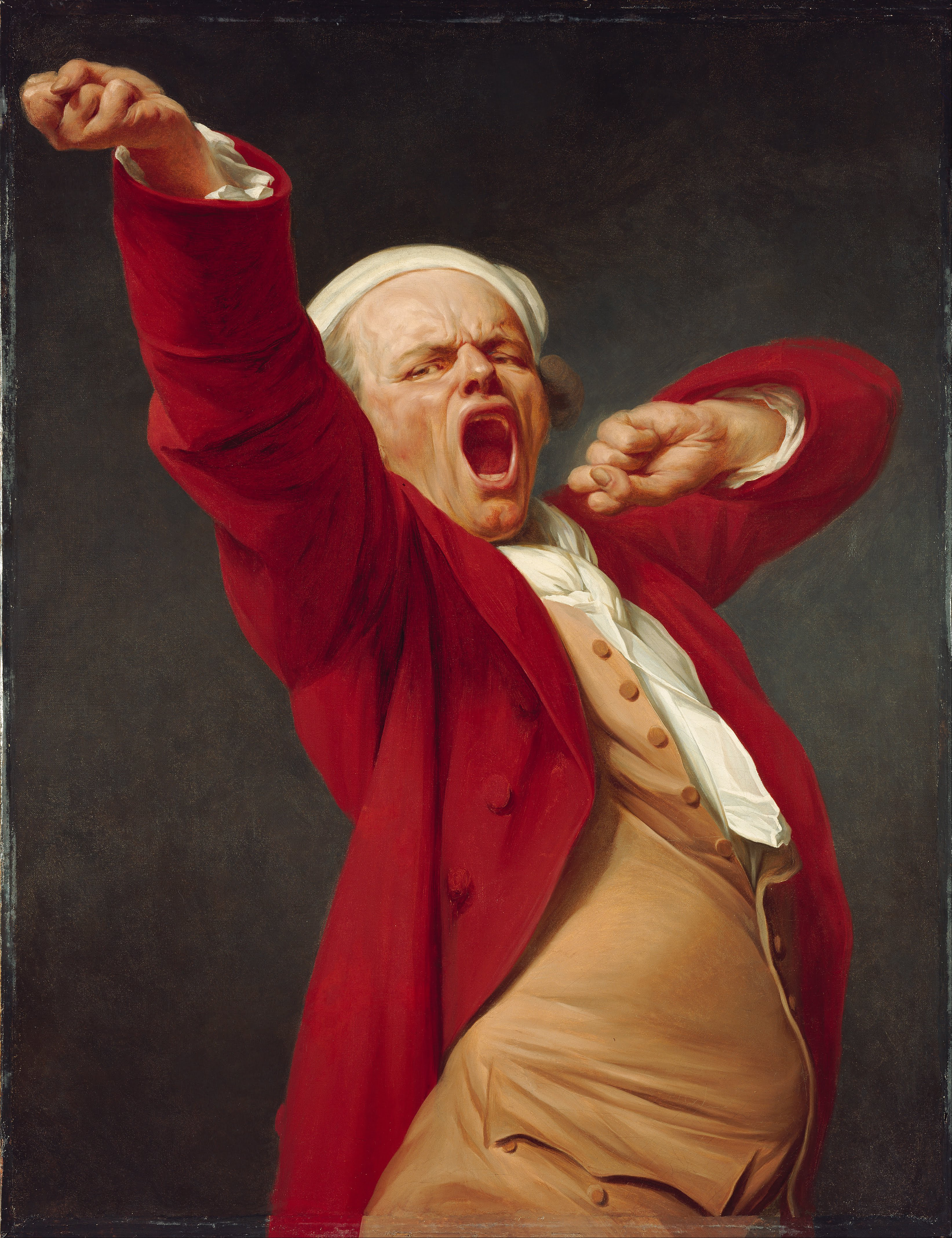
Lo sbadiglio
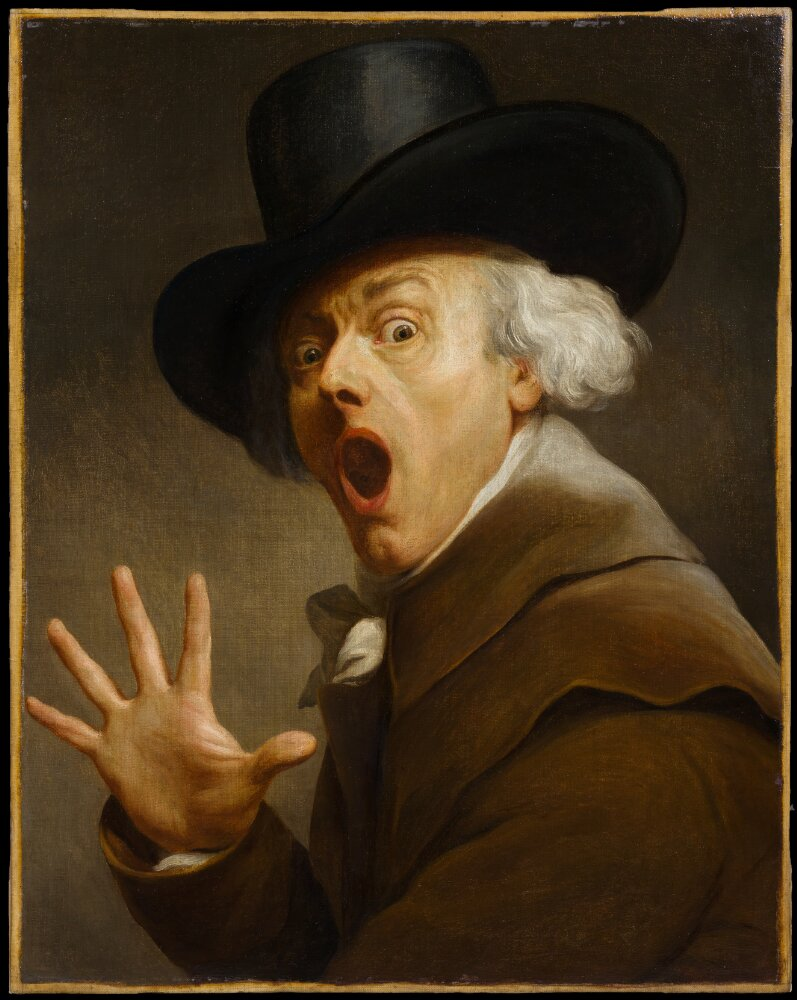
La sorpresa